# 정혜쌍수
정혜쌍수(定慧雙修)는 고려의 승려인 지눌(知訥: 1158-1210)이 제창한 사상으로, 의천의 교관겸수(敎觀兼修) 사상이 교종으로써 선종을 융섭하고자 한 것이라면 정혜쌍수 사상은 선종으로써 교종을 융섭한 것이다. 지눌이 제창한 정혜쌍수를 기반으로 한 돈오점수(敦悟漸修)는 이후 한국 선종의 특유의 종지(宗旨)가 되었다.

## 지눌
지눌은 육조단경을 읽다가 깨달은 바가 있었는데, 그것은 진성(眞性)은 항상 자재(自在)한 것이며 진여(眞如)의 체용(體用)이 곧 정혜(定慧)라는 깨달음이었다. 다음에 《일체경(一切經)》을 열람하다가 이통현(李通玄) 장자의 《화엄론(華嚴論)》을 읽고 화엄원돈지(華嚴圓敦旨)와 선지(禪旨)가 서로 어긋나지 않음을 알았다. 그리고 다시 선어록인 《대혜어록(大慧語錄)》에 의하여 정(定) · 혜(慧)가 함께 중요함을 깨달았다. 이러한 깨달음에 기반하여 지눌은 제1 성적등지문(惺寂等持門) · 제2 원돈신해문(圓頓信解門) · 제3 경절문(徑截門)의 3문을 열어 모든 근기(根機)를 포괄하게 하였다. 즉, 교학자(敎學者)에게는 먼저 화엄론의 입장에서 원돈문으로 들어가게 하고, 선학자(禪學者)에게는 《육조단경》과 《하택지》에 의하여 돈오문으로 들어가게 하며, 점수문에서 어려운 수행의 고비를 지나 여러 가지 병폐를 경험하게 하고, 경절문에서 자성(自性)을 발견하도록 지시하였다.
이와 같이 지눌은 정혜쌍수의 사상으로써 천태 · 화엄 · 선학 등의 모든 종학(宗學)을 포괄하였고, 정혜쌍수의 3문 중 제1문인 성적등지문(惺寂等持門)으로 선승(禪僧)을 가르쳐 인도하고, 제2문인 원돈신해문(圓頓信解門)으로 교승(敎僧)을 가르쳐 인도하고, 제3의 경절문(徑截門)에 이르러서는 선종의 진소식(眞消息)을 밝히게 하였다.

## 심해탈과 혜해탈
초기경전에서 해방의 깨달음 또는 해탈로 설명되는 용어는 크게 세 가지이다. 이들은 心解脫(cetovimutti), 慧解脫(paññāvimutti), 그리고 兩分解脫(ubhatobhāgavimutti)이다. 심해탈은 일반적으로 ‘마음의 풀려남’, 혜해탈은 ‘지혜를 통한 풀려남’ 그리고 양분해탈은 ‘양쪽 길의 풀려남’을 의미한다. 이 세 가지 해탈 안에서 혜해탈과 양분해탈은 불교수행의 최종목표인 열반을 의미하지만, 대부분의 심해탈은 열반을 의미하지 않는다. 오직 혜해탈과 함께 성취되었을 경우와 ‘흔들리지 않는 마음의 심해탈(akuppā cetovimutti, 不動心解脫)을 얻은 경우에만 열반을 나타낸다.
심해탈은 '일시적으로 기쁨이 수반되는 심해탈'과 '흔들리지 않는 심해탈'이 있다. '일시적으로 기쁨이 수반되는 심해탈'만을 얻은 경우는 아라한이 아니다. '흔들리지 않는 심해탈'는 석가모니가 얻은 심해탈이라고 알려져 있으며, 혜해탈을 얻은 이후에 얻는 심해탈이라고 한다.
석가모니 당시 500명의 아라한들 중에 혜해탈자들은 320명이고 양분해탈자들은 60명에 불과했다. 심해탈자라는 아라한은 존재하지 않았다.
사마타 수행 또는 지(止) 수행의 목적은 심해탈이고, 위빠사나 수행 또는 관(觀) 수행의 목적은 혜해탈이다. 반야심경이 심해탈을 수행하는 것이고, 금강경이 불가사의해탈인 혜해탈을 수행하는 것이다. 간화선이나 묵조선은 심해탈을 수행하는 것이다. 불가사의해탈은 금강경 보다는 유마경, 열반경, 화엄경, 법화경에서 매우 자세하게 논한다.
혜해탈, 즉 불가사의해탈을 얻게 되면, 불가사의해탈을 가르치는 유마경, 열반경, 화엄경, 법화경, 금강경에 나오는 부처님들의 모든 신통력을 다 쓸 수 있게 된다.
- 흔들리지 않는 심해탈, 석가모니의 경지
- 양분해탈, 일시적으로 기쁨이 수반되는 심해탈 + 혜해탈, 상급 아라한의 경지
- 혜해탈, 하급 아라한의 경지
- 일시적으로 기쁨이 수반되는 심해탈, 아라한으로 인정받지 못함

## 지귀
지귀(旨歸)하는 세 덕의 적정함이 이와 같으니 어떠한 명자(名字)가 있어 가히 설해 보일 수 있으리요. 이것을 무엇이라고 이름해야 할지 알 수 없어 억지로 중도(中道),실상(實相), 법신(法身), 지도 아니고 관도 아님[非止非觀] 등이라 하며, 또 다시 억지로 일체종지(一切種智), 평등대혜(平等大慧), 반야바라밀(般若波羅蜜), 관(觀) 등이라고 하며, 또다시 억지로 수능엄정(首楞嚴定), 대열반(大涅槃), 불가사의해탈(不可思議解脫), 지(止) 등이라 한다. 마땅히 알아라, 여러 가지 모양, 여러 가지 설법, 여러 가지 신통한 힘이 하나하나 모두 비밀장(秘密藏) 가운데 들어가니, 어떤 것들이 지귀이며, 지귀하는 곳은 어디이며, 무엇이 지귀인가. 언어의 길이 끊어지고 마음이 가는 곳이 소멸하여 영원히 적정함이 공(空)과 같은 것을 지귀라 이름한다.

## 같이 보기
- 지관 (불교)
- 불가사의